# Wolfram Lotz

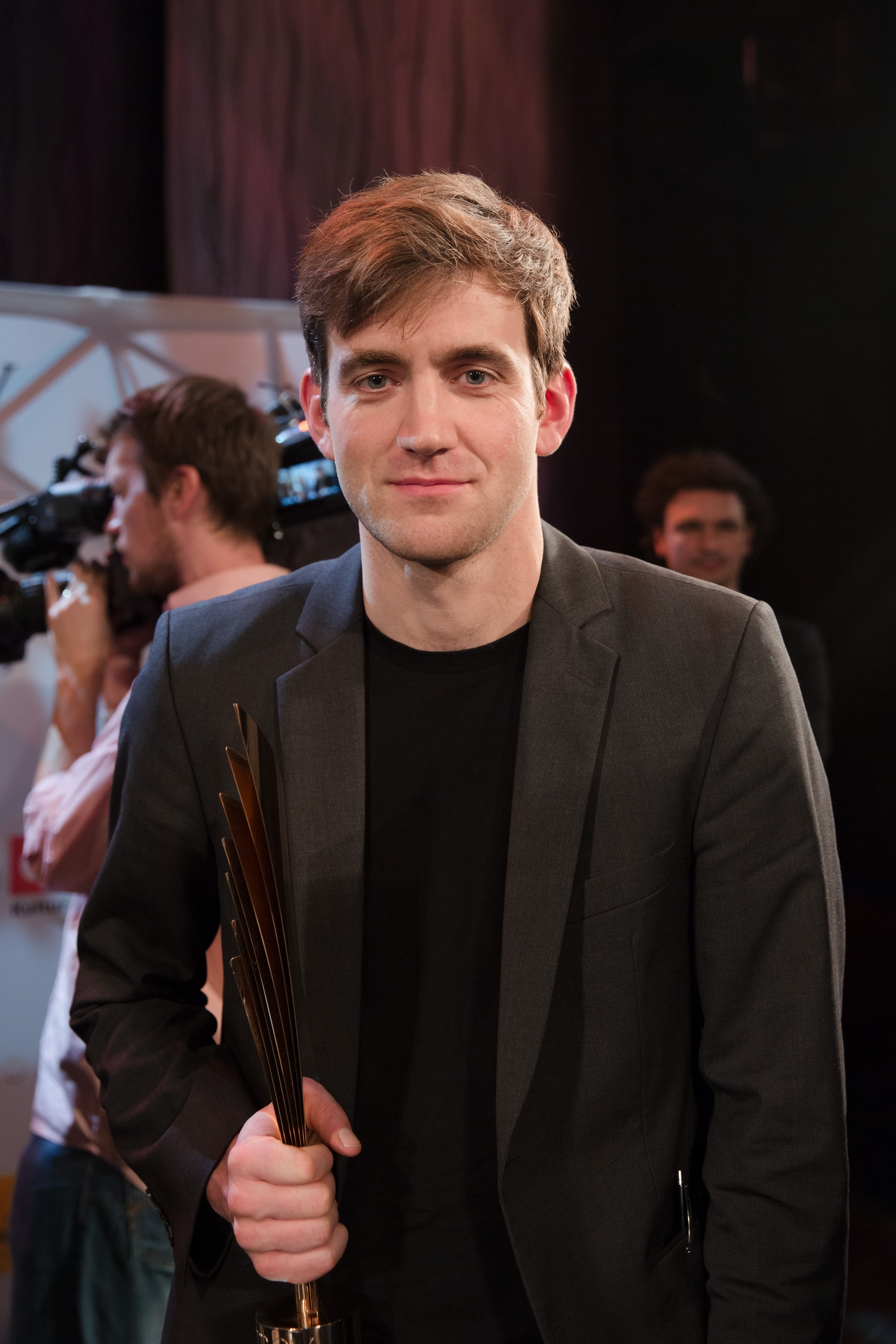
Wolfram Lotz (2015)

Wolfram Lotz (* 1981 in Hamburg) ist ein deutscher Dramatiker, Lyriker und Hörspielautor.

## Leben
Der Sohn einer Apothekerin wuchs im Schwarzwald in Bad Rippoldsau auf. Er studierte Literatur-, Kunst- und Medienwissenschaft an der Universität Konstanz und anschließend Literarisches Schreiben am Deutschen Literaturinstitut Leipzig.
Lotz wurde 2011 mit seinen ersten beiden Stücken bekannt: Für Der große Marsch wurde er mit dem Kleist-Förderpreis ausgezeichnet, für Einige Nachrichten an das All, das ebenfalls an vielen Theatern im deutschsprachigen und europäischen Raum aufgeführt wurde, wurde er in der Kritikerumfrage von Theater heute zum „Nachwuchsautor des Jahres“ gewählt. Für sein Stück Die lächerliche Finsternis wurde er 2015 zum „Dramatiker des Jahres“ gewählt.
Seit 2017 lebt er mit seiner Frau und ihren zwei Kindern bei Colmar im Elsass. Dort begann er 2018 ein „Totaltagebuch“ zu schreiben, das die Grundlage für sein Stück Die Politiker wurde. Das Tagebuch bezeichnet Lotz als sein Hauptwerk, löschte die Datei jedoch 2019, um dann 2022 den Text Heilige Schrift I zu veröffentlichen.

### Rezeption
Der Literaturwissenschaftler Simon Hansen ordnet das bisherige Werk von Wolfram Lotz in Nach der Postdramatik (2021) dem „narrativierenden Text-Theater“ zu: Lotz’ wortgetreu unmöglich zu inszenierende Dramen zeichnen sich laut Hansen unter anderem durch eine radikale Potenzierung der durch Bertolt Brecht geprägten Episierungstechniken aus.

## Bücher
- Fusseln. Liste. Parasitenpresse Köln 2011.
- Mama. Eine Szene. Mit Fotos von Josef Felix Müller. Vexer, St. Gallen 2013. ISBN 978-3-909090-55-6. 45 S.
- Erscheinungen. Mit Illustrationen von Josef Felix Müller. Vexer, St. Gallen 2014. ISBN 978-3-909090-61-7. 105 S. Prosa.
- Monologe. Spector Books, Leipzig 2014. ISBN 978-3-944669-10-6.
- Drei Stücke: Der große Marsch. Einige Nachrichten an das all. Die lächerliche Finsternis. S. Fischer, Frankfurt am Main 2016. ISBN 978-3-596-29631-6.
- Die Politiker. Sprechtext. Spector Books, Leipzig 2019. ISBN 978-3-95905-331-0.
- Heilige Schrift I. S. Fischer, Frankfurt am Main 2022. ISBN 978-3-10-397135-4.[7]

## Theaterstücke
- Einige Nachrichten an das All. UA: 24. Februar 2011 Deutsches Nationaltheater Weimar.
- Der große Marsch. UA: Ruhrfestspiele 20. Mai 2011 Saarländisches Staatstheater bei den Ruhrfestspielen Recklinghausen.
- Zerschossene Träume. mit Martin Laberenz. UA: Centraltheater Leipzig 2012.
- Die lächerliche Finsternis. Hörstück. UA: 6. September 2014 Akademietheater Wien, Regie: Dušan David Parízek.
- Die Politiker. UA: 30. August 2019 Deutsches Theater Berlin, Regie: Sebastian Hartmann.

## Hörspiele
- In Ewigkeit Ameisen Regie: Tobias Krebs. SWR, 2009.
- Thilo Sarrazin Monolog, Komposition: Friederike Bernhardt, 2014.
- Die lächerliche Finsternis, Regie: Leonhard Koppelmann, Komposition: zeitblom, SWR 2015.
- Das Ende von Iflingen, Regie: Leonhard Koppelmann, Komposition: Peter Kaizar, SWR 2019
- Die Politiker. Regie: Franz-Xaver Mayr, Komposition: Matija Schellander, SWR 2022

## Drehbuch
- Das Massaker von Anröchte. Regie: Hannah Dörr. Theater Oberhausen / öFilm, 2021.

## Auszeichnungen
- 2005: Literaturpreis der Stadt Steyr
- 2009: Rottweiler Stadtschreiber[8]
- 2010: Werkauftrag und Publikumspreis des Stückemarkts des Berliner Theatertreffens
- 2011: Kleist-Förderpreis für junge Dramatiker für Der große Marsch
- 2011: Stipendium Künstlerdorf Schöppingen
- 2011: „Nachwuchsautor des Jahres“ für Einige Nachrichten an das All, gewählt von einer unabhängigen Jury deutschsprachiger Kritiker in der Zeitschrift Theater heute
- 2011: Literatur-Förderpreis der Stadt Konstanz
- 2012: Dramatikerpreis des Kulturkreises der deutschen Wirtschaft im BDI e. V.
- 2013: Förderpreis Komische Literatur
- 2015: Einladung zum Berliner Theatertreffen mit der Uraufführungsinszenierung von Die lächerliche Finsternis
- 2015: Nominierung für den Mülheimer Dramatikerpreis
- 2015: „Dramatiker des Jahres“ in der Kritikerumfrage der Zeitschrift Theater heute
- 2015: Nestroy-Theaterpreis – Autorenpreis für Die lächerliche Finsternis[9]
- 2020: Nominierung für den Hörspielpreis der Kriegsblinden mit Das Ende von Iflingen
- 2022: 13. Jürgen Bansemer & Ute Nyssen Dramatiker Preis
- 2024: Else Lasker-Schüler Dramatikpreis